# Fedora Mingarelli
Fedora Mingarelli (Roma, 15 novembre 1912 – Roma, 13 settembre 1992) è stata una cantante italiana.

## Biografia
Dotata di una voce da soprano operettistico, iniziò la carriera giovanissima ed entrò all'EIAR come cantante della radio vincendo il secondo concorso per voci nuove Gara nazionale per gli artisti della canzone, indetto dall'ente radiofonico nel 1939 (a cui parteciparono 2.600 concorrenti), con Silvana Fioresi, Dea Garbaccio, Aldo Donà, Norma Bruni, Laura Barbieri, Oscar Carboni, Alberto Amato ed altri quattro cantanti.
Nello stesso anno incise per la Parlophon quello che fu il suo più grande successo, Un'ora sola ti vorrei, scritta da Umberto Bertini per il testo e da Paola Marchetti per la musica per la commedia musicale Una voce nell'ombra (ed inclusa anche nel film Maman Colibrì); la canzone era già stata incisa nel 1938 da Nuccia Natali (come lato B di È arrivato l'ambasciatore), ma fu la versione di Fedora Mingarelli ad ottenere il maggior successo.
Dal 1940 diventò dapprima la cantante dell'Orchestra Angelini e poi dell'Orchestra Barzizza.
In seguito incise altre canzoni, tra cui Autunno (insieme al Trio Lescano) e Sentimental (ripresa da Wanda Osiris) ed abbandonò l'attività alla fine degli anni quaranta.
È sepolta nel Cimitero Flaminio di Roma.

## Discografia parziale

### 78 giri
- 1939 – Un'ora sola ti vorrei/Senti l'eco (Parlophon, GP 93055; il brano sul lato B è cantato da Laura Barbieri con il Trio Lescano)